# Gnojnica (ort i Bosnien och Hercegovina)
Gnojnica är en ort i Bosnien och Hercegovina.   Den ligger i entiteten Federationen Bosnien och Hercegovina, i den centrala delen av landet, 90 km norr om huvudstaden Sarajevo. Gnojnica ligger 238 meter över havet och antalet invånare är 3 985.
Terrängen runt Gnojnica är kuperad åt nordväst, men åt sydost är den platt. Runt Gnojnica är det ganska tätbefolkat, med 93 invånare per kvadratkilometer.. Närmaste större samhälle är Tuzla, 19,6 km sydost om Gnojnica. 
Omgivningarna runt Gnojnica är en mosaik av jordbruksmark och naturlig växtlighet.